# Leucopholis crassa
Leucopholis crassa är en skalbaggsart som beskrevs av Brenske 1892. Leucopholis crassa ingår i släktet Leucopholis och familjen Melolonthidae. Inga underarter finns listade i Catalogue of Life.